# Woman's Day
Woman's Day (letteralmente giorno della donna) è una rivista statunitense fondata nel 1928, tratta principalmente di moda, fitness e salute.
La rivista viene considerata una delle sette sorelle (Seven Sisters), le altre sono: Ladies' Home Journal, McCall's, Good Housekeeping, Better Homes and Gardens, Family Circle e Redbook.

## Direttori
I direttori della rivista furono:
- Mabel Hill Souvaine (1943-1957)
- Eileen Tighe (1957-1966)
- Geraldine Rhodes (1966-1982)
- Ellen Levine (1982-1991)
- Jane Chesnutt (1991–2010)
- Elizabeth Mayhew (2010-2012)
- Susan Spencer (2012–2020)
- Meaghan Murphy (2020–presente)